# Nils Petersen
Nils Petersen (Wernigerode; 6 de diciembre de 1988) es un exfutbolista alemán que jugaba de delantero.

## Trayectoria

### Inicios
Petersen jugó en las inferiores del club FC Einheit en Wernigerode y después continuó su desarrollo en el VfB Stuttgart en Halberstadt. Más tarde asistió a la Escuela de Deportes de Jena, jugando en un equipo juvenil.

### FC Carl Zeiss Jena
En febrero de 2005, firmó un contrato con el FC Carl Zeiss Jena. Petersen hizo su debut profesional el 4 de febrero de 2007, jornada 20, en la derrota 0-1 de visita contra 1. FC Colonia. Entró en el partido en el minuto 89 como sustituto de Mohamed El Berkani.
En los siguientes encuentros, Petersen serviría como un "supersuplente" que salió del banquillo para anotar goles decisivos contra el Alemannia Aquisgrán, Erzgebirge Aue, 1. FC Kaiserslautern y el F. C. Augsburgo.

### FC Energie Cottbus
Durante el período de transferencias de invierno de la temporada 2008-09, Petersen pasó a la Bundesliga y fichó por el FC Energie Cottbus. Debutó en Cottbus en el último partido de la temporada en una victoria en casa 3-0 sobre el Bayer Leverkusen, el 23 de mayo de 2009.
En la temporada 2010-2011 fue el goleador de la 2. Bundesliga con 25 tantos, 5 más que el segundo.

### FC Bayern Múnich
El 19 de mayo de 2011, el Bayern de Múnich informó de la firma de Petersen a un contrato de tres años hasta junio de 2014 por 2,8 millones de euros. El FC Bayern de Múnich le entregó la camiseta número nueve previamente usada por el legendario Gerd Müller, Giovane Elber y, más recientemente, Luca Toni.

### SV Werder Bremen
Fue fichado el 7 de enero de 2012 por el Werder Bremen, el conjunto verdiblanco pagó 4,5 millones de euros al Bayern de Múnich.

### Friburgo
Fichó en el 2015 por el SC Friburgo.

## Selección nacional
Petersen jugó con la selección de Alemania sub-19, marcando un gol contra Rusia durante el campeonato europeo de la UEFA sub-19.
El delantero formó parte de la selección olímpica de Alemania que obtuvo la medalla de plata en los Juegos Olímpicos de Río de Janeiro 2016.
Fue citado a la preselección de la selección de Alemania para la Copa Mundial de Fútbol de 2018. Debutó el 2 de junio ante Austria, sin embargo fue descartado para la cita mundial.

## Estadísticas

### Clubes
Actualizado al último partido disputado el 13 de noviembre de 2022
| Club | Div.                | Temporada           | Liga | Liga | Liga | Copas nacionales * | Copas nacionales * | Copas nacionales * | Copas internacionales ** | Copas internacionales ** | Copas internacionales ** | Total | Total | Total |
| Club | Div.                | Temporada           | PJ   | G    | A    | PJ                 | G                  | A                  | PJ                       | G                        | A                        | PJ    | G     | A     |
| --- | ------------------- | ------------------- | ---- | ---- | ---- | ------------------ | ------------------ | ------------------ | ------------------------ | ------------------------ | ------------------------ | ----- | ----- | ----- |
| Carl Zeiss Jena · Alemania | 2.ª                 | 2006-07             | 3    | 0    | 0    | 0                  | 0                  | 0                  | —                        | —                        | —                        | 0     | 1     | 0     |
| Carl Zeiss Jena · Alemania | 2.ª                 | 2007-08             | 20   | 4    | 1    | 4                  | 1                  | 0                  | —                        | —                        | —                        | 24    | 5     | 1     |
| Carl Zeiss Jena · Alemania | Total               | Total               | 23   | 4    | 1    | 4                  | 1                  | 0                  | 0                        | 0                        | 0                        | 27    | 5     | 1     |
| Energie Cottbus · Alemania | 1.ª                 | 2008-09             | 2    | 0    | 0    | 2                  | 1                  | 0                  | —                        | —                        | —                        | 4     | 1     | 0     |
| Energie Cottbus · Alemania | 2.ª                 | 2009-10             | 22   | 10   | 2    | 1                  | 0                  | 0                  | —                        | —                        | —                        | 23    | 10    | 2     |
| Energie Cottbus · Alemania | 2.ª                 | 2010-11             | 33   | 25   | 7    | 5                  | 3                  | 2                  | —                        | —                        | —                        | 38    | 28    | 9     |
| Energie Cottbus · Alemania | Total               | Total               | 57   | 35   | 9    | 8                  | 4                  | 2                  | 0                        | 0                        | 0                        | 65    | 39    | 11    |
| Bayern de Múnich · Alemania | 1.ª                 | 2011-12             | 9    | 2    | 0    | 2                  | 2                  | 0                  | 4                        | 0                        | 0                        | 15    | 4     | 0     |
| Bayern de Múnich · Alemania | Total               | Total               | 9    | 2    | 0    | 2                  | 2                  | 0                  | 4                        | 0                        | 0                        | 15    | 4     | 0     |
| Werder Bremen · Alemania | 1.ª                 | 2012-13             | 34   | 11   | 6    | 1                  | 0                  | 0                  | —                        | —                        | —                        | 35    | 11    | 6     |
| Werder Bremen · Alemania | 1.ª                 | 2013-14             | 28   | 7    | 2    | 1                  | 0                  | 0                  | —                        | —                        | —                        | 29    | 7     | 2     |
| Werder Bremen · Alemania | 1.ª                 | 2014-15             | 7    | 0    | 1    | 1                  | 0                  | 0                  | —                        | —                        | —                        | 8     | 0     | 1     |
| Werder Bremen · Alemania | Total               | Total               | 69   | 18   | 9    | 3                  | 0                  | 0                  | 0                        | 0                        | 0                        | 72    | 18    | 9     |
| S. C. Friburgo · Alemania | 1.ª                 | 2014-15             | 12   | 9    | 1    | 0                  | 0                  | 0                  | —                        | —                        | —                        | 12    | 9     | 1     |
| S. C. Friburgo · Alemania | 2.ª                 | 2015-16             | 32   | 21   | 6    | 2                  | 4                  | 0                  | —                        | —                        | —                        | 34    | 25    | 6     |
| S. C. Friburgo · Alemania | 1.ª                 | 2016-17             | 33   | 10   | 5    | 1                  | 1                  | 0                  | —                        | —                        | —                        | 34    | 11    | 5     |
| S. C. Friburgo · Alemania | 1.ª                 | 2017-18             | 32   | 15   | 3    | 3                  | 3                  | 0                  | 2                        | 1                        | 0                        | 37    | 19    | 3     |
| S. C. Friburgo · Alemania | 1.ª                 | 2018-19             | 24   | 10   | 3    | 2                  | 2                  | 0                  | —                        | —                        | —                        | 26    | 12    | 3     |
| S. C. Friburgo · Alemania | 1.ª                 | 2019-20             | 34   | 11   | 2    | 2                  | 0                  | 0                  | —                        | —                        | —                        | 36    | 11    | 2     |
| S. C. Friburgo · Alemania | 1.ª                 | 2020-21             | 32   | 8    | 1    | 2                  | 0                  | 1                  | —                        | —                        | —                        | 34    | 8     | 2     |
| S. C. Friburgo · Alemania | 1.ª                 | 2021-22             | 22   | 5    | 1    | 4                  | 2                  | 0                  | —                        | —                        | —                        | 26    | 7     | 1     |
| S. C. Friburgo · Alemania | 1.ª                 | 2022-23             | 12   | 0    | 0    | 2                  | 0                  | 1                  | 6                        | 1                        | 0                        | 20    | 1     | 1     |
| S. C. Friburgo · Alemania | Total               | Total               | 233  | 89   | 22   | 18                 | 12                 | 2                  | 8                        | 2                        | 0                        | 259   | 103   | 24    |
| Total en su carrera | Total en su carrera | Total en su carrera | 391  | 148  | 41   | 35                 | 19                 | 4                  | 12                       | 2                        | 0                        | 438   | 169   | 45    |
| (1) Incluye datos de Copa de Alemania. (2) Incluye datos de Liga Europea de la UEFA y Liga de Campeones de la UEFA. (3) No incluye partidos amistosos ni de equipos de reserva. |                     |                     |      |      |      |                    |                    |                    |                          |                          |                          |       |       |       |

### Selección nacional
La siguiente tabla detalla los encuentros disputados y los goles marcados por Petersen con la selección alemana.
| Selección | Año   | Amistoso | Amistoso | Amistoso | Clasificación | Clasificación | Clasificación | Total | Total | Total |
| Selección | Año   | PJ       | G        | A        | PJ            | G             | A             | PJ    | G     | A     |
| --------- | ----- | -------- | -------- | -------- | ------------- | ------------- | ------------- | ----- | ----- | ----- |
| Alemania  | 2018  | 2        | 0        | 0        | 0             | 0             | 0             | 2     | 0     | 0     |
| Total     | Total | 2        | 0        | 0        | 0             | 0             | 0             | 2     | 0     | 0     |

### Resumen estadístico
Actualizado al último partido disputado el 13 de noviembre de 2022
| Competición           | Partidos | Goles |
| --------------------- | -------- | ----- |
| Primera División      | 281      | 88    |
| Segunda División      | 110      | 60    |
| Copas nacionales      | 35       | 19    |
| Copas internacionales | 12       | 2     |
| Selección de Alemania | 2        | 0     |
| Total                 | 318      | 137   |

## Palmarés

### Títulos nacionales
| Título        | Club           | País     | Año     |
| ------------- | -------------- | -------- | ------- |
| 2. Bundesliga | S. C. Friburgo | Alemania | 2015-16 |

### Títulos internacionales
| Título           | Club                  | País   | Año  |
| ---------------- | --------------------- | ------ | ---- |
| Juegos Olímpicos | Selección de Alemania | Brasil | 2016 |

### Distinciones individuales
| Distinción                               | Año     |
| ---------------------------------------- | ------- |
| Máximo goleador de la 2. Bundesliga (25) | 2010-11 |
| Máximo goleador de los Juegos Olímpicos. | 2016    |